# ITTF World Tour 2020
Die ITTF World Tour fand 2020 in ihrer 25. Austragung statt. Sie begann am 28. Januar mit den German Open in Magdeburg und endete am 22. November mit den ITTF Finals. Die Polish Open wurden am 13. März wegen der COVID-19-Pandemie nach zwei Tagen abgebrochen, am selben Tag wurden, beginnend mit dem 16. März, auch alle anderen Turniere ausgesetzt. Als einziges weiteres Turnier wurden schließlich im November die ITTF Finals veranstaltet.

## Modus
Die teilnehmenden Spieler konnten in zehn verschiedenen Qualifikationsturnieren spielen, die in zwei Kategorien – World Tour und World Tour Platinum – eingeteilt waren. In jedem Turnier gab es für Männer und Frauen je einen Einzel- und Doppelwettbewerb sowie einen für gemischte Doppel. Je nach Kategorie und erreichter Platzierung wurden Punkte verteilt, wobei die Spieler mit den meisten Punkten sich für die Grand Finals qualifizieren sollten. Ein Platz war für einen Spieler bzw. ein Doppel des Gastgeberlandes der Grand Finals reserviert, falls jemand vorhanden war, der die Teilnahmekriterien erfüllte.
Davon unabhängig sollten zusätzlich sieben Turniere der Challenge Plus Series und sechs Turniere der Challenge Series stattfinden.
| Punkte- verteilung | World Tour Platinum (6×) | World Tour Platinum (6×) | World Tour (6×) | World Tour (6×) |
| Punkte- verteilung | Einzel                   | Doppel/ Mixed            | Einzel          | Doppel/ Mixed   |
| Platz 1            | 500                      | 300                      | 250             | 200             |
| Platz 2            | 300                      | 150                      | 125             | 100             |
| Halbfinale         | 200                      | 75                       | 63              | 50              |
| Viertelfinale      | 100                      | 38                       | 31              | 25              |
| Achtelfinale       | 50                       | 19                       | 16              | 13              |
| letzte 32          | 25                       | –                        | 8               | –               |

## Turniere
Jeweils sechs Turniere sollten in Asien und Europa stattfinden, eines in Ozeanien.
| World Tour Platinum | World Tour | Grand Finals |

| Nr. | Turnier                    | Ort            | Datum         | Gewinner Männer   | Gewinner Männer                 | Gewinnerinnen Frauen | Gewinnerinnen Frauen       | Gewinner Mixed             | Preis- geld |
| Nr. | Turnier                    | Ort            | Datum         | Einzel            | Doppel                          | Einzel               | Doppel                     | Gewinner Mixed             | Preis- geld |
| --- | -------------------------- | -------------- | ------------- | ----------------- | ------------------------------- | -------------------- | -------------------------- | -------------------------- | ----------- |
| 1   | German Open                | Magdeburg      | 28.1.–2.2.    | Xu Xin            | Cho Daeseong Jang Woo-jin       | Chen Meng            | Chen Meng Wang Manyu       | Xu Xin Liu Shiwen          | $ 270.000   |
| 2   | Hungarian Open             | Budapest       | 18.2.–23.2.   | Tomokazu Harimoto | Benedikt Duda Patrick Franziska | Mima Itō             | Miu Hirano Kasumi Ishikawa | Wong Chun Ting Doo Hoi Kem | $ 170.000   |
| 3   | Qatar Open                 | Doha           | 3.3.–8.3.     | Fan Zhendong      | Ma Long Xu Xin                  | Chen Meng            | Wang Manyu Zhu Yuling      | Jun Mizutani Mima Itō      | $ 400.000   |
| 4   | Japan Open (abgesagt)      | Kitakyushu     | 21.4.–26.4.   | –                 | –                               | –                    | –                          | –                          | –           |
| 5   | Hong Kong Open (abgesagt)  | Hongkong       | 5.5.–10.5.    | –                 | –                               | –                    | –                          | –                          | –           |
| 6   | China Open (abgesagt)      | Shenzhen       | 12.5.–17.5.   | –                 | –                               | –                    | –                          | –                          | –           |
| 7   | Korea Open (abgesagt)      | Busan          | 16.6.–21.6.   | –                 | –                               | –                    | –                          | –                          | –           |
| 8   | Australian Open (abgesagt) | Geelong        | 23.6.–28.6.   | –                 | –                               | –                    | –                          | –                          | –           |
| 9   | Czech Open (abgesagt)      | Olmütz         | 25.8.–30.8.   | –                 | –                               | –                    | –                          | –                          | –           |
| 10  | Bulgaria Open (abgesagt)   | Panagjurischte | 1.9.–6.9.     | –                 | –                               | –                    | –                          | –                          | –           |
| 11  | Swedish Open (abgesagt)    | Stockholm      | 3.11.–8.11.   | –                 | –                               | –                    | –                          | –                          | –           |
| 12  | Austrian Open (abgesagt)   | Linz           | 10.11.–15.11. | –                 | –                               | –                    | –                          | –                          | –           |
| 13  | ITTF Finals                | Zhengzhou      | 19.11.–22.11. | Ma Long           | –                               | Chen Meng            | –                          | –                          | $ 500.000   |

## Challenge Series
Drei Turniere sollten in Asien stattfinden, acht in Europa und je eines in Amerika und Afrika.
| Challenge Plus | Challenge |

| Nr. | Ort                   | Datum         | Gewinner Männer     | Gewinner Männer                       | Gewinner Männer    | Gewinnerinnen Frauen | Gewinnerinnen Frauen         | Gewinnerinnen Frauen | Gewinner Mixed                 | Preis- geld |
| Nr. | Ort                   | Datum         | Einzel              | Doppel                                | U-21               | Einzel               | Doppel                       | U-21                 | Gewinner Mixed                 | Preis- geld |
| --- | --------------------- | ------------- | ------------------- | ------------------------------------- | ------------------ | -------------------- | ---------------------------- | -------------------- | ------------------------------ | ----------- |
| 1   | Granada               | 4.2.–8.2.     | Kirill Gerassimenko | Nima Alamian Noshad Alamian           | Rareș Șipoș        | Honoka Hashimoto     | Satsuki Odo Saki Shibata     | Maki Shiomi          | –                              | $ 40.000    |
| 2   | Lissabon              | 12.2.–16.2.   | Dang Qiu            | Diogo Carvalho João Geraldo           | Wladimir Sidorenko | Kasumi Ishikawa      | Satsuki Odo Saki Shibata     | Maki Shiomi          | Emmanuel Lebesson Yuan Jia Nan | $ 70.000    |
| 3   | Maskat                | 11.3.–15.3.   | A. Sharath Kamal    | Aleksandar Karakašević Ľubomír Pištej | Jeet Chandra       | Hitomi Satō          | Honoka Hashimoto Hitomi Satō | Maki Shiomi          | Tristan Flore Laura Gasnier    | $ 70.000    |
| 4   | Gliwice (abgebrochen) | 11.3.–15.3.   | –                   | –                                     | –                  | –                    | –                            | –                    | –                              | –           |
| 5   | Riccione (abgesagt)   | 1.4.–5.4.     | –                   | –                                     | –                  | –                    | –                            | –                    | –                              | –           |
| 6   | Otočec (abgesagt)     | 22.4.–26.4.   | –                   | –                                     | –                  | –                    | –                            | –                    | –                              | –           |
| 7   | Zagreb (abgesagt)     | 28.4.–2.5.    | –                   | –                                     | –                  | –                    | –                            | –                    | –                              | –           |
| 8   | Bangkok (abgesagt)    | 29.4.–3.5.    | –                   | –                                     | –                  | –                    | –                            | –                    | –                              | –           |
| 9   | Minsk (abgesagt)      | 3.6.–7.6.     | –                   | –                                     | –                  | –                    | –                            | –                    | –                              | –           |
| 10  | Lagos (abgesagt)      | 18.8.–22.8.   | –                   | –                                     | –                  | –                    | –                            | –                    | –                              | –           |
| 11  | Pjöngjang (abgesagt)  | 9.9.–13.9.    | –                   | –                                     | –                  | –                    | –                            | –                    | –                              | –           |
| 12  | De Haan (abgesagt)    | 27.10.–31.10. | –                   | –                                     | –                  | –                    | –                            | –                    | –                              | –           |
| 13  | Vancouver (abgesagt)  | 1.12.–5.12.   | –                   | –                                     | –                  | –                    | –                            | –                    | –                              | –           |